# Kroghovo načelo
Kroghovo načelo je eno osrednjih načel v eksperimentalni biologiji, predvsem fiziologiji, pa tudi drugih podpodročjih, ki uporabljajo primerjalne metode proučevanja živih sistemov. Načelo pravi, da bo za »številne probleme obstajala živalska vrsta ali nekaj vrst, ki so posebej priročne za preučevanje tega problema«. Poimenovano je po danskem fiziologu in nobelovcu Augustu Kroghu, ki ga je v tej obliki formuliral leta 1929 v svoji razpravi o stanju fiziologije. V njej je izpostavil zgled svojega mentorja Christiana Bohra, ki je raziskoval pljučno dihanje in je želel preučevati delovanje vsakega pljučnega krila posebej. Ugotovil je, da obstaja vrsta kopenske želve, pri kateri se sapnik razdeli v sapnici že visoko v vratu, zaradi česar sta slednji mnogo lažje dostopni z merilnimi pripravami. V laboratoriju so tako v šali pravili, da je bila ta želva ustvarjena za raziskave dihanja, Krogh pa je izrazil prepričanje, da obstaja za mnogo fizioloških procesov žival, ki je prilagojena (»ustvarjena«) za izvajanje teh procesov na podobno specifičen način. Kolege je pozval naj vzpostavijo stik z zoologi, ki bi lahko našli take vrste, in jih uporabljajo. 
O primernosti določenih vrst za določene poskuse je sicer razpravljal že začetnik eksperimentalne fiziologije Claude Bernard. Formalno je izraz »Kroghovo načelo« v tem kontekstu prvi uporabil nemško-britanski biokemik Hans Adolf Krebs v svojem članku iz leta 1975. V njem ga je izpostavil kot ključno za svoj uspeh pri razjasnitvi metabolnega cikla, ki ga danes imenujemo po njem Krebsov cikel. Za to odkritje je leta 1953 prejel Nobelovo nagrado za fiziologijo ali medicino.
Verjetno najbolj znan primer uporabe načela so nevrofiziološke raziskave iz sredine 20. stoletja, s katerimi sta Hodkgin in Huxley razkrila ionsko osnovo akcijskih potencialov v vzdražnih celicah, za kar sta leta 1969 prejela Nobelovo nagrado. Tovrstne raziskave je v praksi omogočilo šele odkritje t. i. »orjaških aksonov«, posebej velikih živčnih celic pri lignjih, ki so omogočili merjenje tokov s slabo občutljivimi in velikimi merilnimi inštrumenti, kakršni so bili takrat na razpolago. Podoben primer je študija celičnih in molekularnih osnov učenja na morskih polžih iz rodu Aplysia, za katero je Kandel Nobelovo nagrado prejel leta 2000. Omenjeni polži so posebej uporabni v ta namen, saj imajo razmeroma majhno število velikih živčnih celic, ki jih je mogoče zanesljivo identificirati pri različnih osebkih.
Od takrat se je načelo uveljavilo ali je bilo predlagano v številnih področjih biologije - nevroetologiji, razvojni biologiji, genetiki, funkcionalni genomiki in celo rastlinski fiziologiji.
Uporaba najprimernejših možnih subjektov za poskuse na živalih je nenazadnje pomembna tudi z etičnega stališča, saj se na ta način zmanjša število nepotrebnih žrtev zaradi neuspešnih poskusov.